# Société bourbonnaise des études locales
La Société bourbonnaise des études locales est une société savante française créée en 1912 à Moulins (Allier) au sein de l'École normale d'instituteurs, sur le site de l'actuel campus universitaire de Moulins. 
Elle comptait initialement des professeurs d'histoire, puis elle s'est ouverte aux historiens, archéologues, étudiants et érudits. Elle publie la revue trimestrielle Études bourbonnaises. En 2005, elle comptait 250 adhérents.

## Historique

### Débuts
La Société a été fondée le 29 février 1912 en tant que section départementale pour l'Allier de la Société des Etudes locales de l'Enseignement Public sous l'égide de l’inspecteur d’académie Malard.

## Publications

### Études bourbonnaises
Le bulletin de la Société a pris ce nom en 1985 ; il s'appelait auparavant Notre Bourbonnais. Il paraît quatre fois par an.
La revue publie des études en sciences humaines en lien avec l'Allier et le Bourbonnais.

### Monographies
La Société publie également des livres comprenant des monographies, ouvrages collectifs et recueils. Il est possible de citer, entre autres, Moulins. La ville et l’architecture du XVe au XIXe siècle de Marie-Thèse Téty et Dominique Laurent (2001), Les ducs de Bourbon, le Bourbonnais et le royaume de France à la fin du Moyen âge. Recueil d'articles d'André Leguai, dirigé par Olivier Mattéoni (2005),, etc.

## Membres
Ses membres, chercheurs, universitaires ou érudits locaux, représentent, entre autres, la société à des manifestations scientifiques telles que les congrès du Comité des Travaux Historiques et Scientifiques auquel elle est affiliée.
Liste non-exhaustive de quelques figures :
- Georges Bruel (1871-1945)
- André Leguai (1923-2000)
- Olivier Mattéoni (1961-)
- Georges Rougeron (1911-2003)
- André Touret (1929-2018)
- Joseph Viple (1880-1947)